# NGC 6633
NGC 6633 هي مجرة تتبع كوكبة الحواء. اكتشفها Jean-Philippe Loys de Cheseaux ‏ في 1745.

## روابط خارجية
- NGC 6633 على موقع ويكي سكاي: DSS2, SDSS, GALEX, IRAS, Hydrogen α, X-Ray, Astrophoto, Sky Map, Articles and images